# Gyde Köster
Gyde Köster (* 28. März 1945 in Flensburg) ist eine deutsche Politikerin (SPD).

## Leben
Gyde Köster studierte Pädagogik, arbeitete als Buchhändlerin und Lehrerin und leitete die Grundschule in Morsum auf Sylt. 1972 trat sie in die SPD ein. Dem Gemeinderat von Sylt-Ost gehörte sie bis 1986 an. In der Arbeitsgemeinschaft sozialdemokratischer Frauen hatte sie verschiedene Funktionen, darunter als Vorsitzende im Kreis Nordfriesland.
1987 wurde Gyde Köster im Landtagswahlkreis Südtondern in direkter Wahl 
in den Landtag Schleswig-Holsteins gewählt. Das Direktmandat errang sie 1988 und 1992 erneut. Sie war Mitglied in verschiedenen Ausschüssen, darunter im Agrarausschuss, im Umweltausschuss und im Bildungsausschuss. 1994 nahm sie an der 10. Bundesversammlung teil. Aus dem Landtag schied sie im Januar 1995 aus; für sie rückte Maria Merta nach.
Gyde Köster wurde im Januar 1995 Staatssekretärin im Kabinett Simonis I im Ressort Frauen, Bildung, Weiterbildung und Sport unter Ministerin Gisela Böhrk. Im Mai 1996 wurde sie in den Ruhestand versetzt.
Sie ist Mitglied der Gewerkschaft Erziehung und Wissenschaft und der Arbeiterwohlfahrt, außerdem Vorstandsmitglied des Vereins Nordfriisk Instituut und stellvertretende Vorsitzende des Kreisverbands Kiel der Europa-Union Deutschland. Ferner amtiert sie als Vorsitzende des SPD-Ortsvereins Braderup.
Am 24. Juni 2023 wurde sie beim Kreisparteitag der SPD Nordfriesland für ihre 50-jährige Mitgliedschaft geehrt. 
Gyde Köster ist verheiratet und hat zwei Kinder.